# Zilverbrilvogel
De zilverbrilvogel (Zosterops leucophaeus; synoniem: Speirops leucophaeus) is een zangvogel uit de familie Zosteropidae (brilvogels).

## Verspreiding en leefgebied
Deze soort is endemisch op het Afrikaanse eiland Principe. 

## Leefwijze
De zilverbrilvogel komt voor in meerdere soorten habitats, waaronder plantages en secundaire bossen. Hij eet insecten, spinnen, bessen, zaden en ander plantaardig materiaal.

## Status
De grootte van de populatie is in 2014 geschat op 4300-8200 volwassen vogels. Op de Rode lijst van de IUCN heeft deze soort de status niet bedreigd.